# Yuhina diademata
La yuhina coronata (Yuhina diademata J. Verreaux, 1869) è un uccello passeriforme della famiglia Zosteropidae.

## Distribuzione e habitat
Questa specie è diffusa in Cina, Myanmar e Vietnam.